# Secretaría General de la Comisión Europea

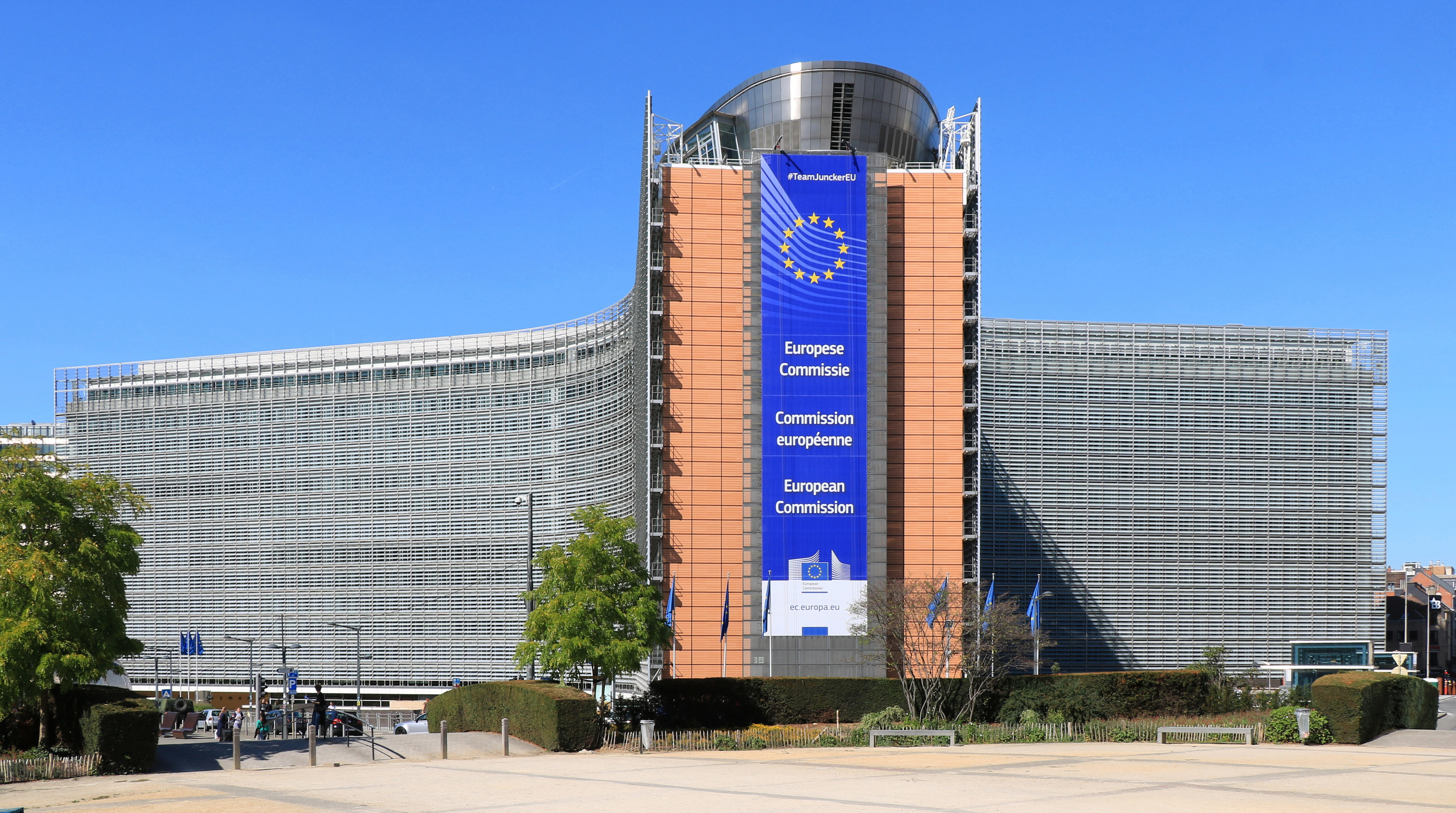
El edificio Berlaymont en Bruselas, sede de la Secretaría General de la Comisión Europea.

La Secretaría General de la Comisión Europea (SG) es uno de los servicios centrales del ejecutivo comunitario, y tiene por misión la de organizar y agilizar el funcionamiento interno de la institución. Está directamente adscrita al departamento del presidente de la Comisión y a su cabeza se encuentra un Secretario General nombrado directamente por aquel, que es invitado con voz pero sin voto a las reuniones semanales del Colegio de Comisarios. Actualmente la Secretaria General de la Comisión es Ilze Juhansone.

## Funciones
Las funciones de la SG pueden compendiarse en tres principales, a saber:
- atiende los requerimientos de todo el Colegio de Comisarios y de los Servicios en su conjunto, asistiendo en particular al Presidente y los Vicepresidentes;
- gestiona asimismo el proceso colegial de toma de decisiones y supervisa la adecuación de todas las políticas comunitarias a las prioridades y directrices fijadas por el presidente de la Comisión;
- coordina también la integración de las políticas transversales y asegura la coherencia interdepartamental;
- es el servicio encargado de las gestiones interinstitucionales y de las relaciones del Colegio con las delegaciones diplomáticas, si bien esto último quedará seriamente alterado cuando entre en funcionamiento el nuevo Servicio Europeo de Acción Exterior previsto por el Tratado de Lisboa.

## Estructura interna
La Secretaría General de la Comisión es el órgano interno que coordina la actividad administrativa y operativa de todas las direcciones generales y servicios del ejecutivo comunitario. Está inscrito en la estructura de la Oficina del Presidente de la Comisión, y su organización interna comprende:
- - Acción por el Clima
  - Agencia Ejecutiva de Investigación (AEI)
  - Agencia Ejecutiva Europea de Clima, Infraestructuras y Medio Ambiente
  - Agencia Ejecutiva Europea de Educación y Cultura
  - Agencia Ejecutiva Europea en los ámbitos de la Salud y Digital
  - Agencia Ejecutiva para las Pequeñas y Medianas Empresas
  - Agricultura y Desarrollo Rural
  - Apoyo a las Reformas Estructurales
  - Asociaciones Internacionales
  - Asuntos económicos y financieros
  - Asuntos marítimos y pesca
  - Autoridad de Preparación y Respuesta ante Emergencias Sanitarias
  - Biblioteca y Centro de Recursos Electrónicos
  - Centro Común de Investigación
  - Comercio
  - Competencia
  - Comunicación
  - Delegado de la protección de datos
  - Educación, Juventud, Deporte y Cultura
  - Empleo, Asuntos Sociales e Inclusión
  - Energía
  - Escuela Europea de Administración
  - Eurostat: estadísticas europeas
  - Financial Stability, Financial Services and Capital Markets Union
  - Fiscalidad y Unión Aduanera
  - Gestión y Liquidación de los Derechos Individuales
  - Industria de defensa y espacio
  - Informática
  - Infraestructura y Logística en Bruselas
  - Infraestructura y Logística en Luxemburgo
  - Inspirar, Debatir, Emprender y Acelerar la Acción
  - Instrumentos de Política Exterior
  - Interpretación
  - Investigación e innovación
  - Justicia y Consumidores
  - La Agencia Ejecutiva del Consejo Europeo de Investigación
  - Medio ambiente
  - Mercado Interior, Industria, Emprendimiento y Pymes
  - Migración y Asuntos de Interior
  - Movilidad y transportes
  - Oficina de Publicaciones
  - Oficina Europea de Lucha contra el Fraude
  - Oficina Europea de Selección de Personal
  - Política Europea de Vecindad y Negociaciones de Ampliación
  - Política Regional y Urbana
  - Presupuesto
  - Protección Civil y Operaciones de Ayuda Humanitaria Europeas
  - Recovery and Resilience Task Force
  - Recursos Humanos y Seguridad
  - Redes de Comunicación, Contenido y Tecnologías
  - Salud y Seguridad Alimentaria
  - Secretaría General
  - Servicio de Archivos Históricos
  - Servicio de Auditoría Interna
  - Servicio Jurídico
  - Traducción

Al frente de la Secretaría General de la Comisión se encuentran un Secretario General y dos Adjuntos o Vicesecretarios. Actualmente el puesto de Secretaria General corresponde a la Izle juhansone , mientras que Pascal Leardini , Jhon Watson  y Elisabeth Werner la suceden como adjuntos.